# Entrecote

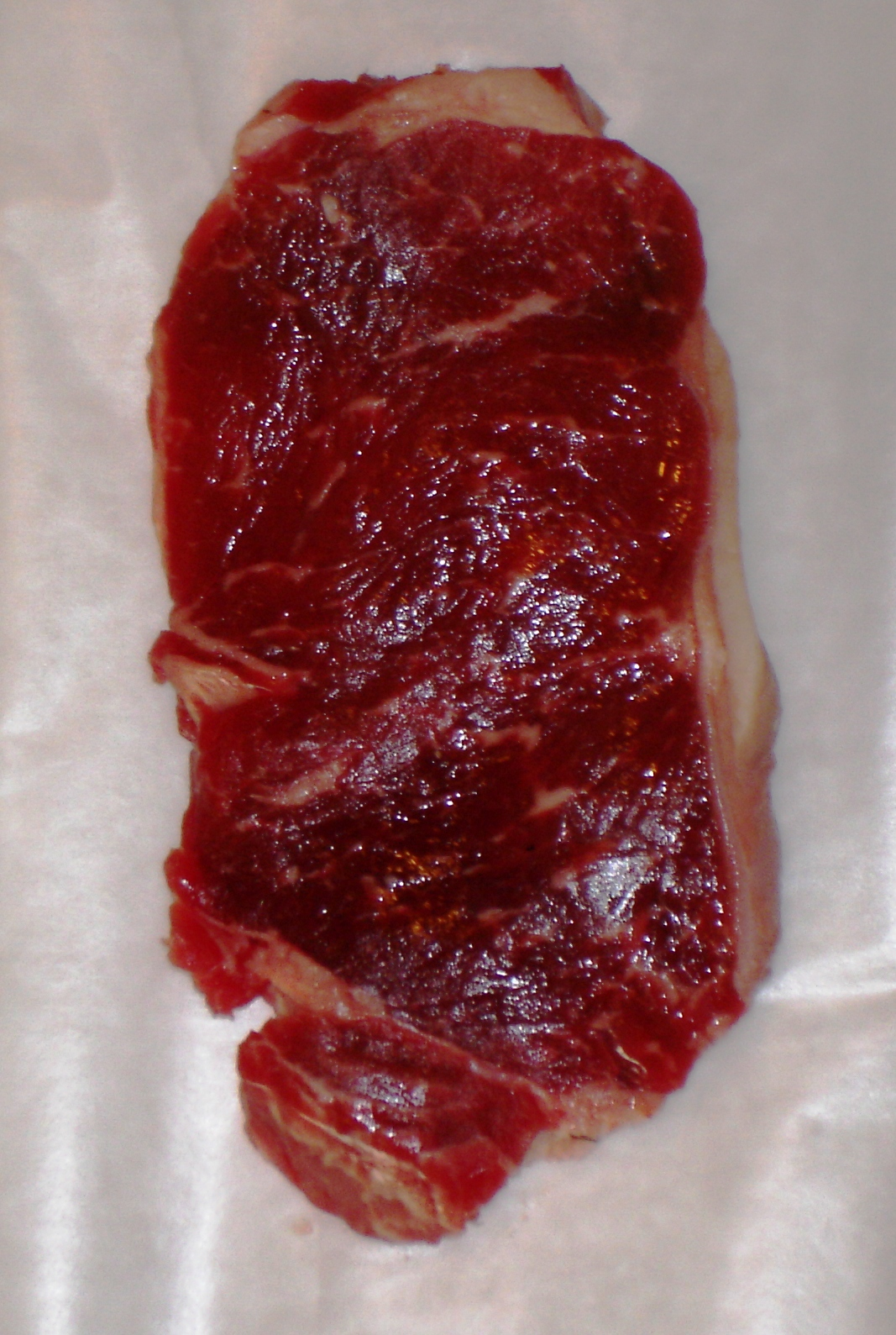
Entrecote, gesneden van de lende

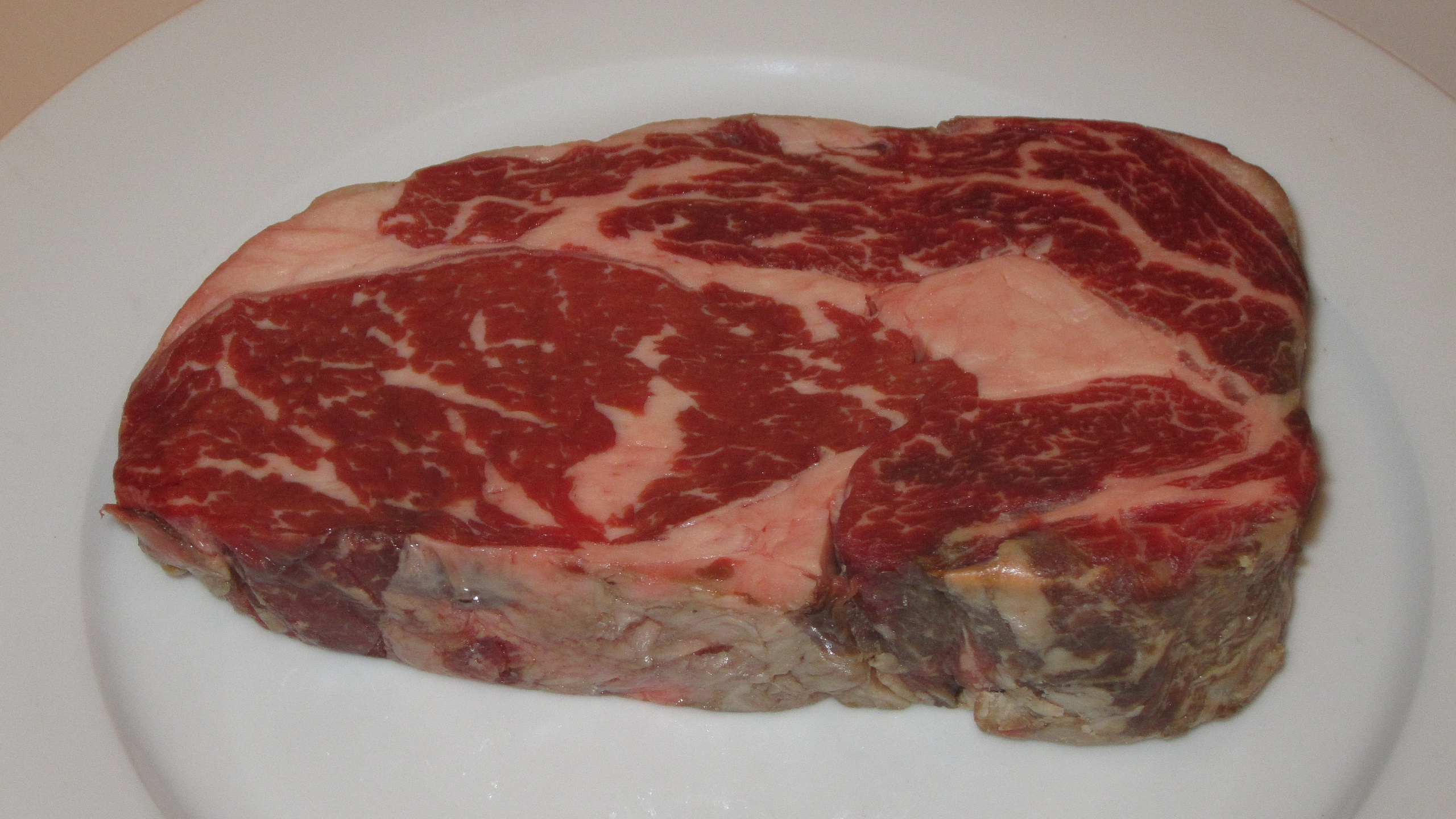
Traditionele entrecote, gesneden van de rib

Entrecote is een gesneden stuk rundvlees van de dunne lende en heeft een klein vetrandje.
Entrecote (Frans; uitgesproken [ãtʀəˈkoːt]) betekent letterlijk vertaald 'tussen de ribben' en werd traditioneel dan ook gesneden uit het ribgedeelte tussen voorste en achterste deel van de rug van het rund. In Nederland wordt de entrecote van het achterste deel, de dunne lende gesneden. Aan het stuk heet het contrafilet omdat het tegenover de haas (filet) in de rug ligt.
Wat in Nederland entrecote genoemd wordt, wordt in Frankrijk faux filet genoemd.

## Soorten
De T-bone steak kan alleen maar gesneden worden uit de hele runderlende, waar de filet nog aan vastzit. De T-bone steak bevat een T-vormig stuk been, dat de halve ruggengraat is, en een klein stukje filet (of zelfs geen) en een stuk entrecote.
Een entrecote minute is een dunne entrecote geschikt voor één persoon. 
Een dubbele entrecote of een triple entrecote, wordt ook opgediend voor één persoon.
Een côte à l’os wordt gesneden uit de zesrib. Aan elke steak zit één rib vast. De Engelsen noemen dit een clubsteak.
De Engelsen en Amerikanen spreken ook nog over een Porterhouse steak. Dit is een T-bone steak met een groot stuk filet. De grootte kan variëren, maar volgens het U.S. Department of Agriculture's Institutional Meat Purchase Specifications moet het minstens 1.25 inches (32 mm) dik zijn op het wijdste deel. (in tegenstelling tot een T-bone die maar ten minste 0,5 inches (13 mm) dik moet zijn.)